# 퍼니퍼니
《퍼니퍼니》는 대한민국의 SBS에 방송됐던 예능 텔레비전 프로그램인데, 낮은 시청률으로 면치 못하자 조기 종영되는 비운을 맞았다.

## 기획 의도
시트콤 형식으로 코미디 버라이어티 프로그램이다.

## 방송 일정
- 1998년 4월 26일 ~ 1998년 5월 17일 : 매주 일요일 밤 11시 ~ 11시 50분
- 1998년 5월 23일 ~ 1998년 7월 25일 : 매주 토요일 저녁 5시 10분 ~ 6시

## 진행자
- 임백천

## 역대 코너
- 상상코미디
- 개그인터뷰
- 출장인터뷰
- 스타의 퍼니극장
- 배달왔습니다

## 같이 보기
- 코미디

| SBS TV 일요일 밤 11시대 프로그램           | SBS TV 일요일 밤 11시대 프로그램 | SBS TV 일요일 밤 11시대 프로그램             |
| 이전 작품                                  | 작품명                           | 다음 작품                                    |
| ------------------------------------------ | -------------------------------- | -------------------------------------------- |
| 이주일의 코미디쇼 (1997.10.19 ~ 1998.4.19) | 퍼니퍼니 (1998.4.26 ~ 1998.5.17) | 주병진의 데이트라인 (1998.5.24 ~ 1998.11.29) |
| SBS TV 토요일 저녁 5시 10분 프로그램       |                                  |                                              |
| 사랑의 하이파이브 (1998.3.7 ~ 1998.5.16)   | 퍼니퍼니 (1998.5.23 ~ 1998.7.25) | 도전! 불가능은 없다 (1998.8.8 ~ 1998.11.7)   |